# Eudihammus granulatus
Eudihammus granulatus är en skalbaggsart som först beskrevs av Charles Joseph Gahan 1906.  Eudihammus granulatus ingår i släktet Eudihammus och familjen långhorningar. Inga underarter finns listade i Catalogue of Life.